# Friuli Aquileia

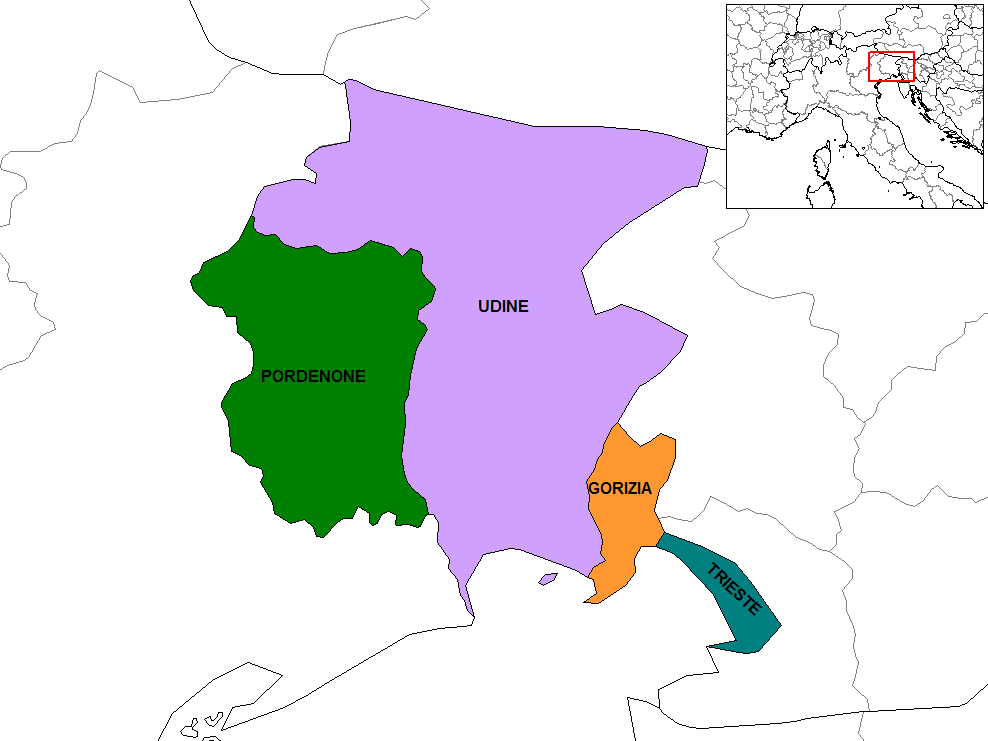

Le Friuli Aquileia est un vignoble italien de la région Frioul-Vénétie Julienne doté d'une appellation DOC depuis le 6 août 1988. Seuls ont droit à la DOC les vins récoltés à l'intérieur de l'aire de production définie par le décret.

## Aire de l'appellation
Les vignobles autorisés en province d'Udine dans les communes de Bagnaria Arsa, Cervignano del Friuli, Aquileia, Fiumicello, Villa Vicentina, Ruda, Campolongo Tapogliano, Aiello del Friuli, Visco et San Vito al Torre ainsi qu'en partie dans les communes de Santa Maria la Longa, Palmanova, Terzo d'Aquileia, Chiopris-Viscone, Trivignano Udinese et Gonars.
Les vignobles voisins sont Lison Pramaggiore, Colli Orientali del Friuli, Collio Goriziano, Friuli Latisana, Friuli Annia, Friuli Isonzo et Friuli Grave

## Cépages
Les cépages les plus importants sont :
- Merlot;
- Cabernet franc;
- Cabernet-sauvignon;
- Refosco dal peduncolo rosso;
- Friulano;
- Pinot bianco;
- Pinot grigio;
- Riesling;
- Sauvignon;
- Traminer aromatico;
- Chardonnay;
- Verduzzo Friulano;
- Malvasia Istriana;
- Muller-Thurgau;

## Vins, appellations
Sous l’appellation, les vins suivants sont autorisés :
- Friuli Aquileia Cabernet
- Friuli Aquileia Cabernet Sauvignon
- Friuli Aquileia Cabernet Sauvignon superiore
- Friuli Aquileia Cabernet franc
- Friuli Aquileia Cabernet franc superiore
- Friuli Aquileia Cabernet superiore
- Friuli Aquileia Chardonnay
- Friuli Aquileia Chardonnay frizzante
- Friuli Aquileia Chardonnay spumante
- Friuli Aquileia Chardonnay superiore
- Friuli Aquileia Malvasia
- Friuli Aquileia Malvasia frizzante
- Friuli Aquileia Malvasia superiore
- Friuli Aquileia Merlot
- Friuli Aquileia Müller Thurgau
- Friuli Aquileia Müller Thurgau frizzante
- Friuli Aquileia Müller Thurgau superiore
- Friuli Aquileia Pinot Bianco
- Friuli Aquileia Pinot Bianco superiore
- Friuli Aquileia Pinot Grigio
- Friuli Aquileia Pinot Grigio superiore
- Friuli Aquileia Refosco dal peduncolo rosso
- Friuli Aquileia Refosco dal peduncolo rosso superiore
- Friuli Aquileia Riesling Renano
- Friuli Aquileia Riesling Renano superiore
- Friuli Aquileia Sauvignon
- Friuli Aquileia Sauvignon superiore
- Friuli Aquileia Friulano
- Friuli Aquileia Friulano superiore
- Friuli Aquileia Traminer aromatico
- Friuli Aquileia Traminer aromatico superiore
- Friuli Aquileia Verduzzo Friulano
- Friuli Aquileia Verduzzo Friulano superiore
- Friuli Aquileia bianco
- Friuli Aquileia novello
- Friuli Aquileia rosato
- Friuli Aquileia rosato frizzante
- Friuli Aquileia rosso

Voir aussi l'article Viticulture en Italie.